# Hans-Jürgen Zimmermann (Bildhauer)
Hans-Jürgen Zimmermann (* 2. August 1947; † 5. Februar 2017) war ein deutscher Maler, Bildhauer und Freimaurer.

## Leben

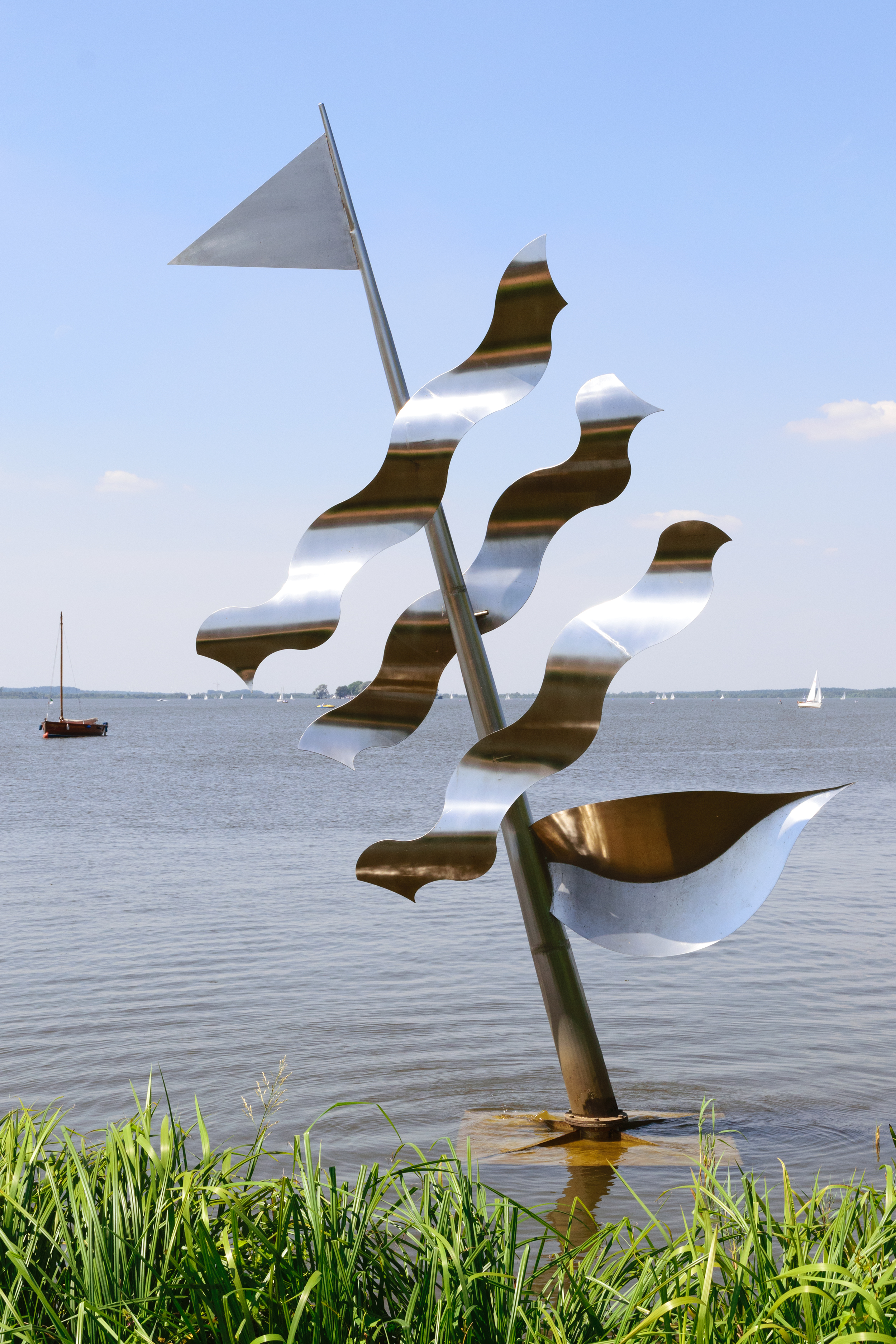
Zimmermanns Skulptur „Undines Traum“, Steinhuder Meer, Steinhude

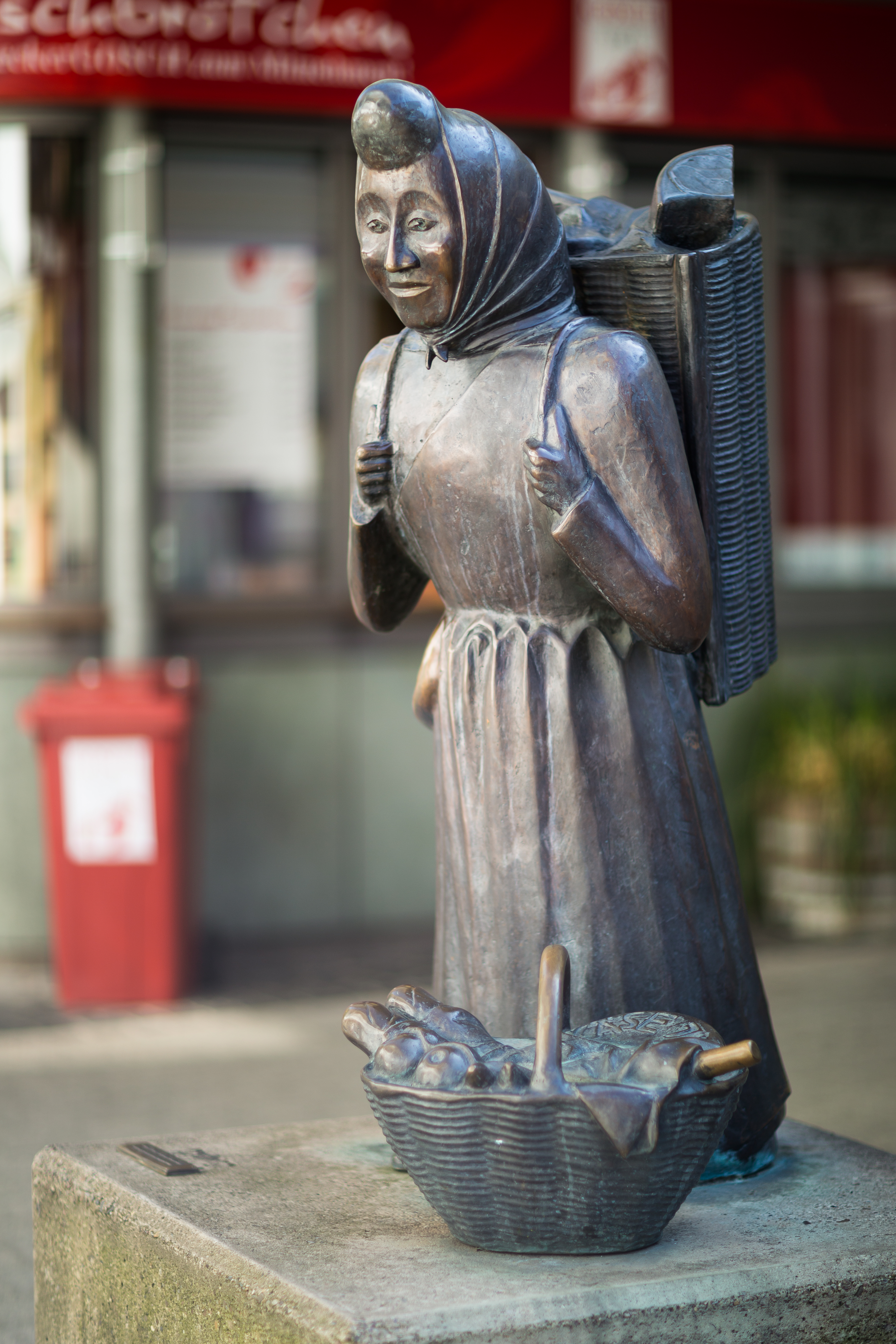
Die Marktfrau Karoline (Oma) Duhnsen vor der Markthalle in Hannover;
1999 enthüllt

Hans-Jürgen Zimmermann arbeitete von 1977 bis 1998 in seinem Atelier im Küchengarten-Pavillon auf dem Lindener Berg. Aus dieser Zeit stammt eine der drei 1996 erstmals genutzten rituellen Säulen in der Freimaurerloge Friedrich zum weißen Pferde, die der Künstler gemeinsam mit den Bildhauern Klaus Müller-Goulbier und W. P. Eberhard Eggers schuf.
Kunst im öffentlichen Raum von Zimmermann findet sich beispielsweise als am 29. Mai 1999 feierlich enthüllte, in Bronze gegossene Figur der Oma Duhnsen in Anwesenheit der Abgebildeten vor der Markthalle von Hannover.
Im 21. Jahrhundert bot der Künstler private Malkurse in seinem Atelier im hannoverschen Stadtteil Kleefeld in der Kirchröder Straße 54 vor dem Friedhof Nackenberg.
Eine Bestattung der Urne auf dem Stadtfriedhof Stöcken in Hannover wurde in einer Traueranzeige zum 24. Februar 2017 angekündigt.

## Schriften (Auswahl)
- 10 × Kunst aus Hannover. Hiroshima 1992, 20 Seiten, überwiegend illustriert, Hannover: Chado-Kai, 1992